# Lampanah Baro
Lampanah Baro is een bestuurslaag in het regentschap Aceh Besar van de provincie Atjeh, Indonesië. Lampanah Baro telt 290 inwoners (volkstelling 2010).